# Ágnes Szabó (cestista 1962)
Ágnes Szabó (Budapest, 6 gennaio 1962) è un'ex cestista ungherese.

## Carriera
Con l'Ungheria ha disputato i Campionati europei del 1987, vincendo la medaglia di bronzo.